# Línia 60 CFL

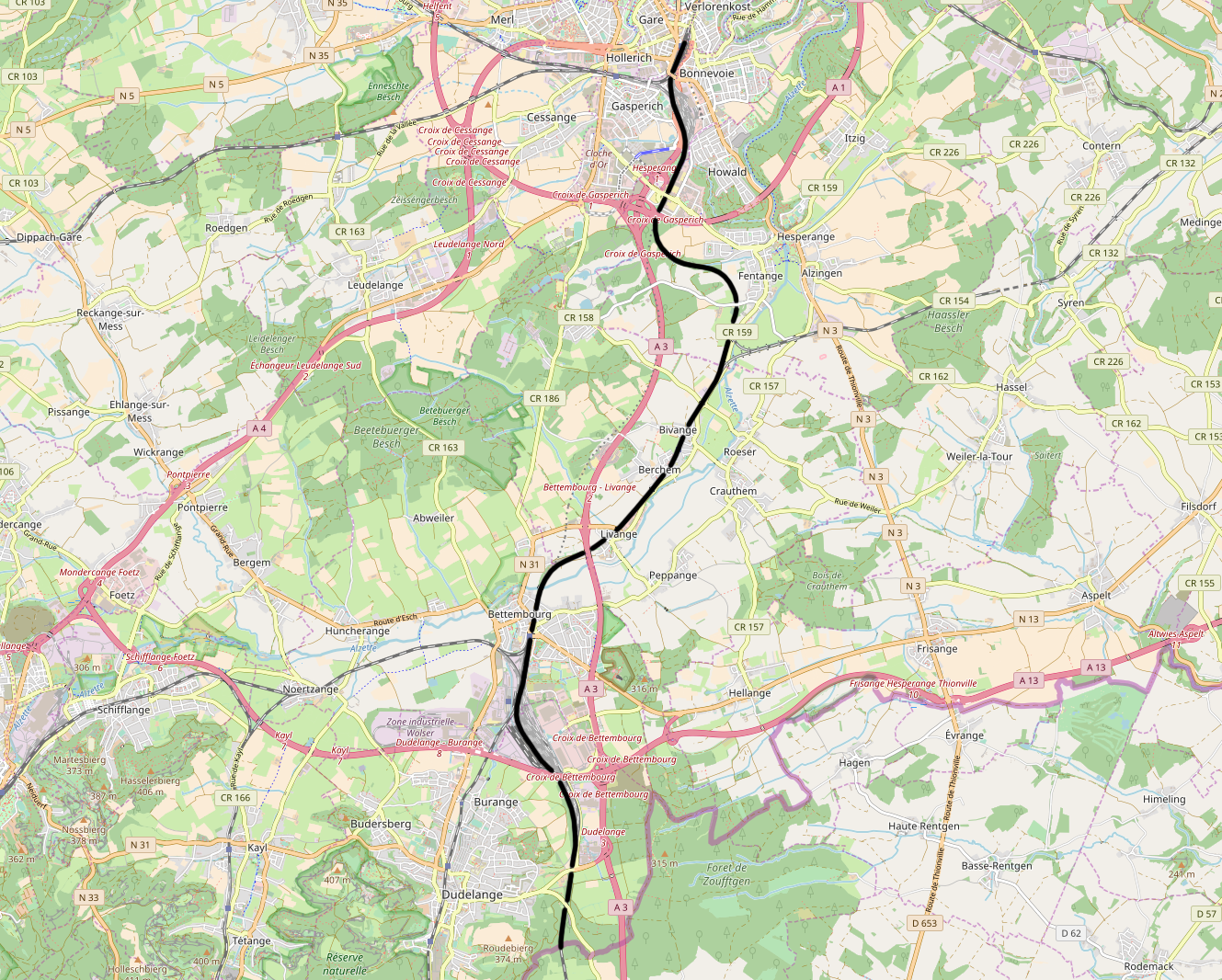
Línia 60 CFL a Luxemburg.

La Línia 60 CFL és una línia ferroviària luxemburguesa que connecta la ciutat de Luxemburg amb les Terres Roges, del sud de Luxemburg y després a França. La terminal a l'extrem nord és l'estació de trens de Luxemburg, mentre que els terminals al sud són a Rumelange, Pétange, i les ciutats franceses de Volmerange-les-Mines i Audun-le-Tiche. La línia està operada principalment per Chemins de Fer Luxembourgeois. Es va inaugurar l'11 d'agost de 1859.

## Estacions
- Estació de trens de Luxemburg
- Estació de trens de Berchem
- Estació de trens de Bettembourg
  - Estació de trens de Dudelange-Burange
  - Estació de trens de Dudelange-Ville
  - Estació de trens de Dudelange-Centre
  - Estació de trens de Dudelange-Usines
  - Volmerange-les-Mines (França)
  - Estació de trens de Noertzange
  - Estació de trens de Kayl
  - Estació de trens de Tétange
  - Estació de trens de Rumelange
- Estació de trens de Schifflange
- Estació de trens d'Esch-sur-Alzette
  - Audun-le-Tiche (França)
- Estació de trens de Belval-Universitat
- Estació de trens de Belval-Liceu
- Estació de trens de Belval-Rédange
- Estació de trens de Belvaux-Soleuvre
- Estació de trens d'Oberkorn
- Estació de trens de Differdange
- Estació de trens de Niederkorn
- Estació de trens de Pétange
- Estació de trens de Lamadelaine
- Estació de trens de Rodange